# Yes, We Fuck!
Yes, We Fuck! (bra: Nós também Fodemos!) é um documentário espanhol dirigido por Antonio Centeno e Raúl de la Morena em 2015. O titulo parodia o famoso slogan da campanha presidencial de Barack Obama de 2008, Yes, we can.

## Argumento
O documentário explora a sexualidade das pessoas com diversidade funcional. Através de seis histórias tratam-se diferentes temáticas que incluem a vivência da própria sexualidade, a vida em casal, a prostituição ou a assistência sexual entre outras.
O uso de imagens sexuais explícitas tem o objetivo de quebrar com a visão hegemónica que mantém às pessoas com deficiência num estado de infantilização permanente, mostrando de modo que não só possuem corpos desejantes e podem ser corpos desejáveis, sina que esses corpos podem criar novos imaginários políticos que redefinam desde o conceito de masculinidade até o de democracia.